# Pod (Marvel Comics)
Pod è un personaggio dei fumetti Marvel, è una ragazza norvegese racchiusa in un'armatura da battaglia che la rende il più efficiente meccanismo di difesa terrestre.

## Biografia

### Una nascita misteriosa
Non si sa nulla di Pod quando, alla sua prima apparizione, compare in Australia, dove i Vendicatori stanno combattendo Ex Nihilo; adattandosi alle loro strategie, l'entità sconfigge rapidamente gli Eroi più potenti della Terra, per poi essere catturata dall'A.I.M., dai cui laboratori era fuggita, e confinata nello spazio, tra due universi in collisione. Quando Roberto Da Costa diventa il capo dell'A.I.M., salva Pod dalla sua prigionia e la ricovera nel suo ufficio, successivamente, la invia insieme a Shang-Chi in missione in Giappone, in questo frangente è rivelato che Pod era la giovane Aikku Jokinen, intrappolata nella sua armatura da una delle creazioni di Ex Nihilo.

### Avengers Idea Mechanics
Pod diventa la guardia del corpo di Roberto, lo accompagna anche durante l'incontro con Dum Dum Dugan per discutere dell'ingresso di Occhio di Falco nel team dei New Avengers. Durante un attento esame condotto dallo staff dell'A.I.M., Aikku rivela di sentirsi molo triste all'interno dell'armatura a causa della nostalgia per la sua fidanzata, Darja, il check-up è repentinamente interrotto dal sopraggiungere di un'enorme astronave aliena che attacca la base.

## Poteri e abilità
L'armatura in cui Aikku è rinchiusa le dona la capacità di volare, l'accesso ad un nutrito arsenale offensivo, la capacità di generare scudi difensivi e l'invulnerabilità anche a condizioni estreme.